# 佐本村
佐本村（さもとむら）は、和歌山県西牟婁郡にあった村。現在のすさみ町佐本各町にあたる。

## 地理
- 河川：佐本川、西野谷川、中野川、栗垣内川

## 歴史

### 村名の由来
「狭所」が変化したもの。

### 沿革
- 1889年（明治22年）4月1日 - 町村制の施行により、東牟婁郡中村・追川村・西栗垣内村・東栗垣内村・中野川村・西野川村・平野村・根倉村・深谷村の区域をもって発足。
- 1907年（明治40年）7月1日 - 所属郡が西牟婁郡に変更。
- 1955年（昭和30年）3月31日 - 周参見町・大都河村と合併してすさみ町が発足。同日佐本村廃止。